# Ульгілі (Мактааральський район)
Ульгілі́ (каз. Үлгілі) — село у складі Мактааральського району Туркестанської області Казахстану. Входить до складу сільського округу Аязхана Калибекова.
Населення — 659 осіб (2021; 557 у 2009, 504 у 1999, 358 у 1989).